# أندريه روي
أندريه روي (بالإنجليزية: André Roy)‏ (و. 1975  م) هو لاعب هوكي الجليد من الولايات المتحدة، وكندا، ولد في بورت تشيستير، مركز لعبه هو جناح ‏.

## جوائز
حصل على جوائز منها:
- كأس ستانلي.

## روابط خارجية
- أندريه روي على موقع دوري الهوكي الوطني (الإنجليزية)
- أندريه روي على موقع EliteProspects.com (الإنجليزية)
- أندريه روي على موقع Eurohockey.com (الإنجليزية)
- أندريه روي على موقع HockeyDB.com (الإنجليزية)
- أندريه روي على موقع Hockey-Reference.com (الإنجليزية)